# Сборная Франции по футболу (до 18 лет)
Сборная Франции по футболу до 18 лет (фр. L'équipe de France de football des moins de 18 ans) представляет Францию на международных юношеских футбольных турнирах и в товарищеских футбольных матчах. Контролируется Федерацией футбола Франции. В настоящее время сборная участвует только в товарищеских матчах и неофициальных турнирах типа Турнира в Лиможе. Лучшие игроки сборной до 18 лет приглашаются в сборную до 19 лет.
Сборная Франции до 18 лет один раз выигрывала Юниорский турнир ФИФА и четыре раза становилась чемпионом Европы (до 18 лет).

## Достижения
- Победитель Юниорского турнира ФИФА: 1949
- Победитель чемпионата Европы (до 18 лет) (4): 1983, 1996, 1997, 2000
- Победитель Турнира в Лиможе (7): 2007, 2008, 2010, 2012, 2013, 2015, 2016